# Melaneremus fruhstorferi
Melaneremus fruhstorferi är en insektsart som först beskrevs av Griffini 1914.  Melaneremus fruhstorferi ingår i släktet Melaneremus och familjen Gryllacrididae. Inga underarter finns listade i Catalogue of Life.